# Gran Premio de Monterey
El Gran Premio de Monterey (oficialmente Firestone Grand Prix of Monterey) es una carrera de la IndyCar Series que se lleva a cabo en WeatherTech Raceway Laguna Seca, en Monterey, California. El evento se remonta a 1960 y se convirtió en una carrera estadounidense de monoplazas en 1983. La carrera formó parte de la CART/Championship Auto Racing Teams desde 1983 hasta 2004. Después de una pausa de quince años, el evento regresó en 2019 como parte de la IndyCar Series, reemplazando al Gran Premio de Sonoma, en el Sonoma Raceway.
Desde sus inicios como una carrera de autos de Indy en 1983, durante casi toda su existencia, se ha llevado a cabo al final de la temporada o muy cerca de ella. De 1989 a 1996, sirvió como final de temporada de CART. Una vez más, fue el final de la temporada cuando regresó en 2019. Debido a su ubicación cerca del final de la temporada, la carrera a menudo ha sido fundamental para el campeonato de puntos. Varios pilotos han ganado el título de autos de Indy en Laguna Seca. Además, Laguna Seca fue el lugar de la última carrera de autos de Indy para la leyenda Mario Andretti, quien se retiró al final de la temporada de 1994.
Laguna Seca es quizás mejor recordada como el sitio de uno de los momentos más legendarios en la historia de CART. En la última vuelta del Gran Premio de Monterey de 1996, Alex Zanardi ejecutó un atrevido pase en picado dentro de Bryan Herta a través de las difíciles curvas de "sacacorchos". Zanardi rebotó salvajemente a través de la tierra y sobre la acera, deslizándose por la pista, esquivando por poco una colisión, y sorprendentemente hizo que el pase se mantuviera para la victoria. La espectacular maniobra de adelantamiento de Zanardi más tarde se conoció en los círculos de carreras simplemente como "The Pass".
El piloto con más victorias es Bobby Rahal, quien ganó la carrera de la serie CART cuatro años seguidos de 1984 a 1987, y tres veces más como propietario (1998, 1999, 2001). Rahal también ganó la carrera en 1979 cuando era un evento de la Can-Am.

## Ganadores

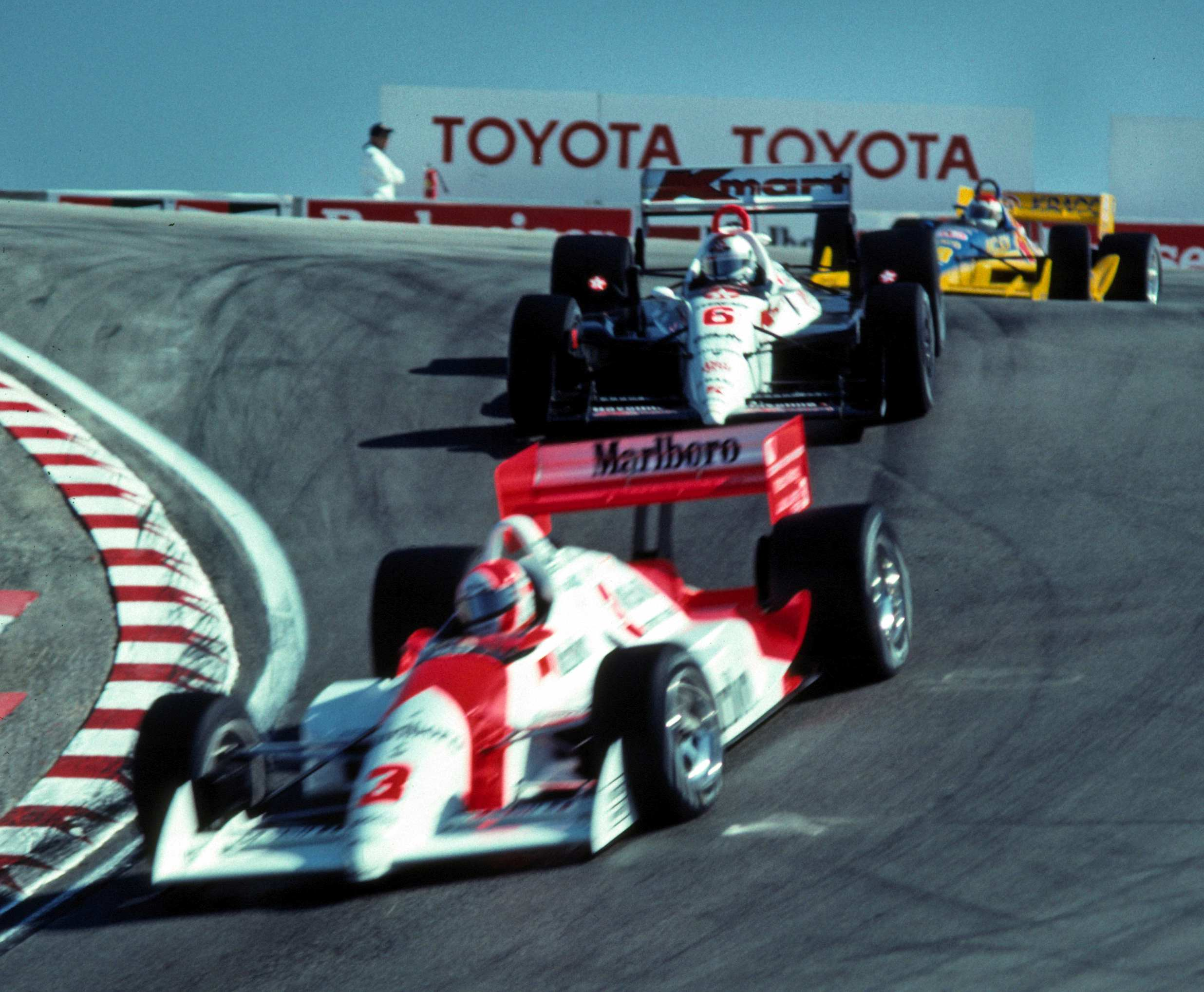
Rick Mears, Mario Andretti y Bobby Rahal en 1991

| Año                                          | Piloto                                            | Equipo                                            | Automóvil                                         |
| USAC Road Racing Championship                | USAC Road Racing Championship                     | USAC Road Racing Championship                     | USAC Road Racing Championship                     |
| -------------------------------------------- | ------------------------------------------------- | ------------------------------------------------- | ------------------------------------------------- |
| 1960                                         | Stirling Moss                                     | BRP                                               | Lotus 19-Climax                                   |
| 1961                                         | Stirling Moss                                     | UDT-Laystall                                      | Lotus 19-Climax                                   |
| 1962                                         | Roger Penske                                      | Updraught                                         | Cooper T53-Climax                                 |
| Fuera de campeonato (automóviles deportivos) |                                                   |                                                   |                                                   |
| 1963                                         | Dave MacDonald                                    | Shelby American                                   | Shelby Cobra                                      |
| 1964                                         | Roger Penske                                      | Chaparral                                         | Chaparral 2A-Chevrolet                            |
| 1965                                         | Walt Hansgen                                      | Mecom                                             | Lola T70-Ford                                     |
| CanAm                                        |                                                   |                                                   |                                                   |
| 1966                                         | Phil Hill                                         | Chaparral                                         | Chaparral 2E-Chevrolet                            |
| 1967                                         | Bruce McLaren                                     | McLaren                                           | McLaren M6A-Chevrolet                             |
| 1968                                         | John Cannon                                       | Cannon                                            | McLaren M1B-Chevrolet                             |
| 1969                                         | Bruce McLaren                                     | McLaren                                           | McLaren M8B-Chevrolet                             |
| 1970                                         | Denny Hulme                                       | McLaren                                           | McLaren M8D-Chevrolet                             |
| 1971                                         | Peter Revson                                      | McLaren                                           | McLaren M8F-Chevrolet                             |
| 1972                                         | George Follmer                                    | Penske                                            | Porsche 917/10                                    |
| 1973                                         | Mark Donohue                                      | Penske                                            | Porsche 917/30                                    |
| Fórmula 5000                                 |                                                   |                                                   |                                                   |
| 1974                                         | Brian Redman                                      |                                                   | Lola T332-Chevrolet                               |
| 1975                                         | Mario Andretti                                    | Parnelli Jones                                    | Lola T332-Chevrolet                               |
| Campeonato IMSA GT                           |                                                   |                                                   |                                                   |
| 1976                                         | Jim Busby                                         | Busby                                             | Porsche 911                                       |
| 1977                                         | David Hobbs                                       | McLaren                                           | BMW Serie 3                                       |
| CanAm                                        |                                                   |                                                   |                                                   |
| 1978                                         | Al Holbert                                        | Hogan                                             | Lola T333CS-Chevrolet                             |
| 1979                                         | Bobby Rahal                                       | U.S. Racing                                       | Prophet-Chevrolet                                 |
| 1980                                         | Al Unser                                          | Frisselle                                         | Frissbee-Chevrolet                                |
| 1981                                         | Teo Fabi                                          | Newman                                            | March 817-Chevrolet                               |
| 1982                                         | Al Unser Jr.                                      | Galles                                            | Frissbee-Galles GR3-Chevrolet                     |
| CART                                         |                                                   |                                                   |                                                   |
| 1983                                         | Teo Fabi                                          | Forsythe                                          | March Cosworth                                    |
| 1984                                         | Bobby Rahal                                       | Truesports                                        | March Cosworth                                    |
| 1985                                         | Bobby Rahal                                       | Truesports                                        | March Cosworth                                    |
| 1986                                         | Bobby Rahal                                       | Truesports                                        | March Cosworth                                    |
| 1987                                         | Bobby Rahal                                       | Truesports                                        | Lola Cosworth                                     |
| 1988                                         | Danny Sullivan                                    | Penske                                            | Penske Chevrolet                                  |
| 1989                                         | Rick Mears                                        | Penske                                            | Penske Chevrolet                                  |
| 1990                                         | Danny Sullivan                                    | Penske                                            | Penske Chevrolet                                  |
| 1991                                         | Michael Andretti                                  | Newman/Haas                                       | Lola Chevrolet-Ilmor                              |
| 1992                                         | Michael Andretti                                  | Newman/Haas                                       | Lola Cosworth                                     |
| 1993                                         | Paul Tracy                                        | Penske                                            | Penske Chevrolet-Ilmor                            |
| 1994                                         | Paul Tracy                                        | Penske                                            | Penske Ilmor                                      |
| 1995                                         | Gil de Ferran                                     | Hall                                              | Reynard Mercedes-Ilmor                            |
| 1996                                         | Alex Zanardi                                      | Ganassi                                           | Reynard Honda                                     |
| 1997                                         | Jimmy Vasser                                      | Ganassi                                           | Reynard Honda                                     |
| 1998                                         | Bryan Herta                                       | Rahal                                             | Reynard Ford                                      |
| 1999                                         | Bryan Herta                                       | Rahal                                             | Reynard Ford                                      |
| 2000                                         | Hélio Castroneves                                 | Penske                                            | Reynard Honda                                     |
| 2001                                         | Max Papis                                         | Rahal                                             | Lola Ford                                         |
| 2002                                         | Cristiano da Matta                                | Newman/Haas                                       | Lola Toyota                                       |
| 2003                                         | Patrick Carpentier                                | Forsythe                                          | Lola Cosworth                                     |
| 2004                                         | Patrick Carpentier                                | Forsythe                                          | Lola Cosworth                                     |
| IndyCar Series                               |                                                   |                                                   |                                                   |
| 2019                                         | Colton Herta                                      | Harding Steinbrenner                              | Dallara Honda                                     |
| 2020                                         | No se disputó a causa de la pandemia de COVID-19. | No se disputó a causa de la pandemia de COVID-19. | No se disputó a causa de la pandemia de COVID-19. |
| 2021                                         | Colton Herta                                      | Andretti Autosport                                | Dallara Honda                                     |
| 2022                                         | Álex Palou                                        | Chip Ganassi Racing                               | Dallara Honda                                     |